# Заамінський заповідник
Заамі́нський запові́дник, повна офіційна назва Заамі́нський го́рно-арче́вий держа́вний запові́дник (узб. Zomin tof-oʻrmon davlat qoʻriqxonasi) — природоохоронна територія, розташована в Узбекистані на теренах Джиззацької області. Заснована 20 червня 1960 року. Площа охоронюваної зони становить 26 840 га. Заповідник створений задля збереження природних комплексів Паміро-Алаю: гірських степів, субальпійських ландшафтів та, особливо, гірських арчевих лісів, утворених місцевими видами ялівцю (арчі).
Флора Заамінського заповідника налічує 216 видів шапинкових грибів і 720 видів вищих рослин, з яких 51 є вузькими ендеміками району розташування заповідника, а 148 належать до ендеміків Паміро-Алаю. На теренах природоохоронної установи зростає 23 види рослин, занесених до Червоної книги Узбекистану. Фауна Заамінського заповідника включає ссавців 30 видів, птахів — 102, плазунів — 14 видів, земноводних — 2, риб — 1 вид. З тварин, занесених до Червоної книги Узбекистану, тут мешкають ведмідь тяншанський, рись туркестанська, сніговий барс, баран Сєверцова, гриф чорний тощо.
Заамінський заповідник відомий визначними пам'ятками природи: ущелиною Чортангі, урочищем Кирккиз зі скелями чудернацької форми, старими арчами з покрученими стовбурами. В заповіднику діє суворий охоронний режим, для сторонніх відвідувачів його територія закрита.

## Історія

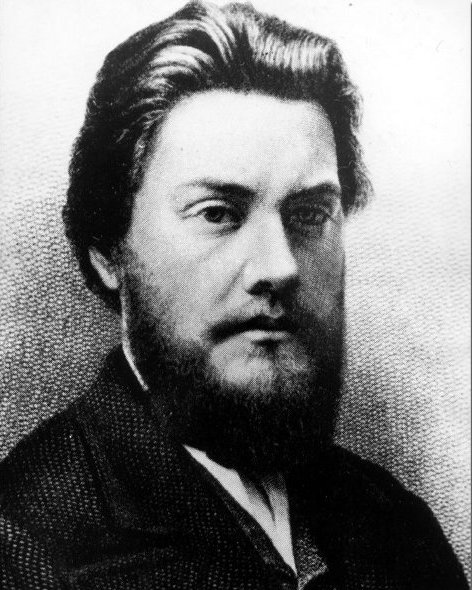
Олексій Федченко — першовідкривач заамінської флори.

Сучасні терени Заамінського заповідника вперше дослідив у 1860-х роках російський натураліст і географ О. П. Федченко разом з дружиною, ботаніком і художницею О. О. Федченко. Вже тоді дослідники звернули увагу на флористичне багатство і своєрідність цього регіону. Однак перший опис рослинності теперішньої заповідної зони був здійснений лише в 1916 році. Цей труд виконала працівниця Переселенського управління Міністерства сільського господарства Росії О. Е. фон Кноррінг. На початку XX століття в цьому районі почалися лісівницькі роботи, зокрема, була створена Заамінська лісова дача. У 1925 році здійснили детальний лісоустрій, а в 1926 — організували Гураласький заповідник площею 8500 га. Ця природоохоронна установа діяла з перервами у 1926—1929 і 1934—1951 роках.
Завдяки існуванню Гураласького заповідника була всебічно досліджена природа Туркестанського хребта. Однак після скасування природоохоронної установи в околицях Зааміна почалося нерегламентоване вирубування дерев, інтенсивне випасання худоби на гірських пасовищах. Звичними стали пожежі та браконьєрство, що поставило під загрозу існування природних комплексів цієї частини Паміро-Алаю взагалі. Саме тому в 1959 році було вирішено відновити охоронний режим на означеній території. 20 червня 1960 року був створений Заамінський державний горно-арчевий заповідник, чия назва свідчила про спеціалізацію, — головним об'єктом охорони в ньому стали гірські масиви арчевих лісів, як найбільш цінних і своєрідних у флористичному відношенні. Площа нового заповідника була майже вдвічі більша за площу Гураласького, вона дорівнювала 15 600 га, у 1983 році її збільшили до 26 840 га. Цінним доповненням до заповідної зони став Народний парк Узбецької РСР, створений біля кордонів заповідника у 1978 році. Завдяки великій площі (31 500 га) він виконує роль буферної зони. На момент створення Заамінський заповідник був підпорядкований Міністерству лісового господарства Узбецької РСР, після здобуття Узбекистаном незалежності керівництво ним здійснює Державний комітет з охорони природи.

## Клімат
Заамінський заповідник розташований у зоні різко континентального клімату, однак його територія лежить у середніх і високих гірських поясах, тому клімат власне охоронюваної зони слід вважати високогірним. Зима в цьому регіоні помірно холодна, з частими відлигами, коли температура повітря може підвищуватись до +15 °C. Весна стрімка і дощова (у квітні випадає ⅓ річної кількості опадів). Літо тривале, помірно тепле, дуже посушливе. Осінь відносно суха і тепла. Середньорічна температура на найближчій до заповідника гідрометеорологічній станції Кульсай становить +4,8 °C. Середня температура найхолоднішого місяця, січня, дорівнює –5,9°C, середня температура найтеплішого місяця, липня, становить лише +15,9 °C. Температурні екстремуми дорівнюють, відповідно –32 °C та +33 °C. Сума активних температур складає 2260 °C. Безморозний період триває 126 днів, а вегетаційний — близько 240 днів.
Середньорічна кількість опадів у Заамінському заповіднику становить 405 мм (у середньогір'ї). Основна їхня частина (63 %) випадає навесні, на літо припадає 7 % загальної кількості опадів, на осінь — 14 %, на зиму — 16 %. Найбільш посушливий період з червня до вересня включно, коли щомісяця випадає лише 2—5 мм опадів. Середньорічна вологість повітря становить 55 %, причому найвищою вона буває у березні (67 %), а найнижчою — в серпні (37 %). Перший сніг зазвичай спостерігають в жовтні, однак стійкий сніговий покрив встановлюється лише у грудні. Як правило, він тримається близько 120 днів до кінця березня, у високогір'ях снігопади можливі навіть у травні — червні. У лісовому поясі глибина снігового покриву сягає 40 см, на відкритих місцинах він значно менше.

## Географія та гідрологія

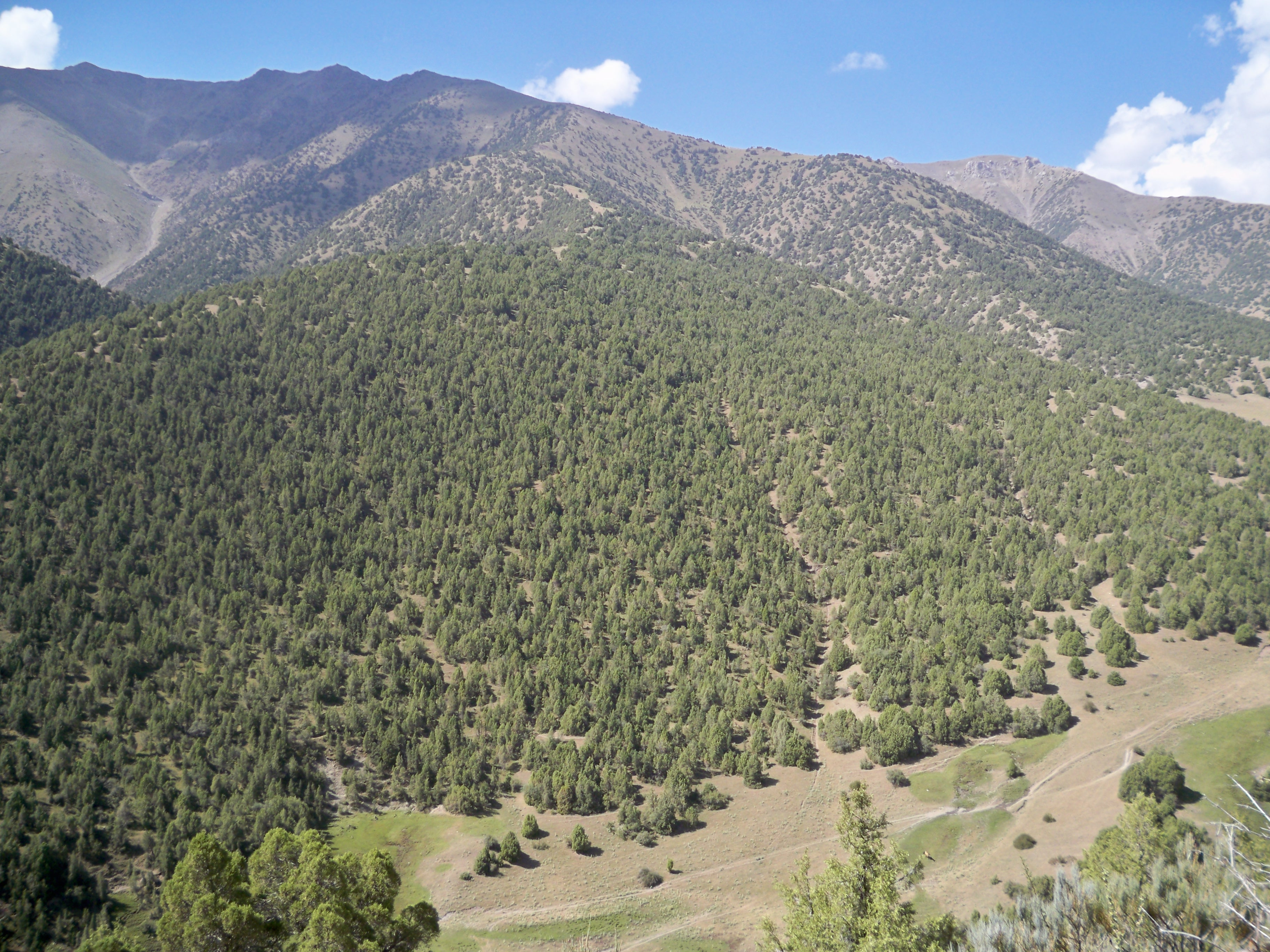
Типові ландшафти західної частини Туркестанського хребта.

Заамінський заповідник лежить на крайньому півдні Узбекистану, в Бахмальському (11 037 га) і Заамінському (15 533 га) районах Джиззацької області. Найближчі населені пункти — великі селища Бахмал і Заамін віддалені, відповідно, на 50 і 60 км від кордонів охоронюваної території. Північна і західна околиці заповідника межують з угіддями лісгоспів, отже ненаселені. Адміністративні кордони заповідника переважно збігаються з фізичними кордонами навколишніх географічних об'єктів. Так, східна межа охоронюваної території пролягає через вододіл одного з відрогів Туркестанського хребта, південна — через гребінь самого Туркестанського хребта, а західна прямує уздовж долини річки Байкунгурсай. Тільки північний кордон, що пролягає по схилам хребта Мальгузар, не має чітких орієнтирів і позначений аншлагами. Таким чином охоронювана зона охоплює північні схили і відроги Туркестанського хребта. Цим положенням обумовлене пониження висот у заповіднику в напрямку зі сходу на захід та з півдня на північ. Найвища точка охоронюваної території — пік Гуралаш (3571 м), а найнижча — долина річки Гуралаш (1700 м).
Заповідним високогір'ям притаманний структурно-тектонічний рельєф. В цьому поясі гірські схили дуже розчленовані, круті скелі повсюдно прорізані вузькими та глибокими долинами річок, що в багатьох місцях набувають вигляд ущелин. В цих місцинах час від часу сходять лавини. В середньогір'ях рельєф стає структурно-денудаційним. Все ще високі вододіли тут пересічені ширшими річковими долинами з пологими і терасованими схилами. Лавини і селі в цьому поясі рідкісні. Слід зазначити, що селям у заповіднику значною мірою перешкоджає висока лісистість схилів. Для порівняння за 100 років спостережень (з 1870 по 1970) у заповіднику зійшло 15 селів, а на прилеглій території в долині Гуралаша вони трапляються кожні 2—3 роки. Середній показник лісистості для заповідної території становить 55—60 %.

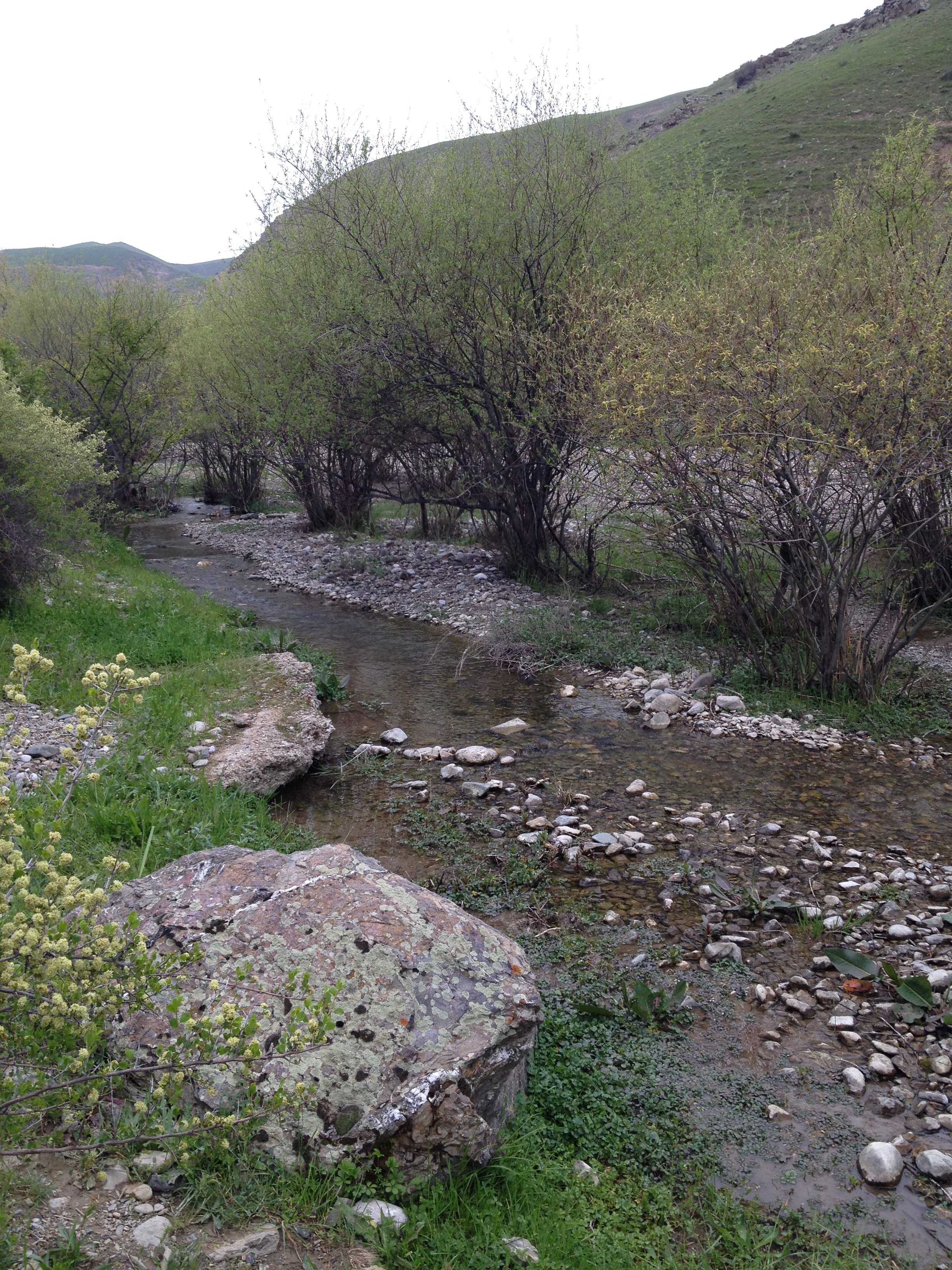
Заамінсу в околицях заповідника. Позаду видно типову рослинність низькогірь — степи і прирічкові зарості чагарників.

В заповіднику представлені усі типи ландшафтів, притаманних західній частині Паміро-Алаю. В нижньому поясі це різнотравні сухі степи, в середньогір'ї — ліси, помірно вибагливі до вологи, вище їх заступають злакові степи лучного типу, а у високогір'ях — ксерофітні рослинні угруповання. Сухі степи зосереджені здебільшого на прирічкових терасах Кульсая і Гуралаша на висотах 1700—2300 м. У північній та північно-східній частинах заповідної території на висотах від 2000 до 2500 м утворюються арчеві рідколісся упереміш з кострицево-пирійними степами. У центральній частині заповідника на висотах 2500—3000 м розвинуті справжні арчеві ліси, тут також є фрагменти степів і лук. На півдні охоронюваної зони у висотному діапазоні 3000—3300 м арчівники сусідять з сухими високогірними луками з костриці та осок. Крім того, тут трапляються заболочені ділянки — сази. На гребені Туркестанського хребта на висоті 3300—3500 м переважають гірські луки з домінуванням ксерофітів і арчі стелюхової форми. У високогір'ях чимало скелястих ділянок та осипів. Також для цього поясу характерні відслонення гірських порід з цікавими формами вивітрювання — останцями, що мають вигляд пірамід, стовпів, веж. Особливо багато таких утворень в урочищі з поетичною назвою Кирккиз («Сорок дів»).
Сильна пересіченість рельєфу в поєднанні зі значною крутизною схилів сприяють швидкому відтоку поверхневих стоків з усієї території заповідника. А це, в свою чергу, обумовлює густу гідрографічну мережу. Більшість водотоків Заамінського заповідника являють собою струмки і малі річки типово гірського характеру, тобто з вузькими долинами, стрімкою течією, прозорою і холодною водою. Всі вони належать до басейнів річок Санзар і Заамінсу. Найбільші з водних артерій охоронюваної зони — Кульсай і Гуралаш. Кульсай є твірною Заамінсу і в межах охоронюваної зони має протяжність 15,4 км. Гуралаш — твірна Санзара, в заповіднику його річище простягається на відстань 24,5 км. Найбільші притоки Кульсая — Джулсай і Туюксай. Найбільші притоки Гуралаша — Ангірей і Кизилторисай. Живлення заповідних річок або льодовикове, або мішане. В останньому випадку крім талих вод сніжників їх підживлюють підземні джерела. В усіх заповідних річках найвищий рівень води спостерігають в травні, а найнижчий — в липні. Крім проточних водойм у Заамінському заповіднику є невеликі високогірні озера. Вони також мають льодовикове походження, вирізняються яскраво-синіми водами.

## Геологія і ґрунти
Туркестанський хребет, на схилах якого розкинувся Заамінський заповідник, утворився в палеогені. Він являє собою одну з найбільших антиклінальних складок Паміро-Алаю. Це область потенційно високої сейсмічної активності. На теренах заповідника не рідкісні землетруси силою до 4 балів, а за останню тисячу років тут сталося два землетруси силою у 8 балів. На більшій частині охоронюваної території поширені метаморфічні гірські породи палеозойської ери — сланці, пісковики, вапняки. Рідше трапляються мезозойські та кайнозойські відклади.
Ґрунтовому покриву Заамінського заповідника притаманна висотна поясність. В субаридній зоні на північному заході охоронюваної території на корінних породах, перекритих делювіальними, а подекуди елювіальними відкладами утворились темно-сірі ґрунти важкого або середнього механічного складу. Вони містять багато карбонатів і мало гумусу (на північних схилах 2 %, на південних — 3—4 %). Виключно на елювіальних відкладах розвинуті коричневі ґрунти, чий режим зволоження і механічний склад подібні до темно-сірих ґрунтів, однак вміст гумусу вищий (7—8 %). Натомість в гумідних умовах високогірь на елювії розвинуті світло-бурі лучно-степові ґрунти з промивним режимом зволоження. За механічним складом їх зараховують до сердньогумусних (4—5 %) суглинків. На охоронюваній території існують й інтразональні ґрунти, приурочені до річкових долин, країв сніжників, підземних джерел. Це лучні, лучно-болотні, лучно-заплавно-алювіальні ґрунти. Всі вони перезволожені з вмістом гумусу від 3 до 7 %.

## Флора
За геоботанічним районуванням територія Заамінського заповідника входить до Туркестанського району Кухістанського округу Афгано-Туркестанської провінції Ірано-Туранської області Давньосередземноморського підцартва. На охоронюваній території виявлено 216 видів шапинкових грибів і 720 видів вищих рослин, з яких 51 є вузькими ендеміками району розташування заповідника, а 148 належать до ендеміків Паміро-Алаю. Також серед представників місцевої рослинності багато елементів євразійської (69 видів), передньоазійської (71 вид), центральноазійської (61 вид), ірано-афганської флори (126 видів). На теренах природоохоронної установи зростає 23 види рослин, занесених до Червоної книги Узбекистану. Мохи і лишайники в заповіднику не досліджені.

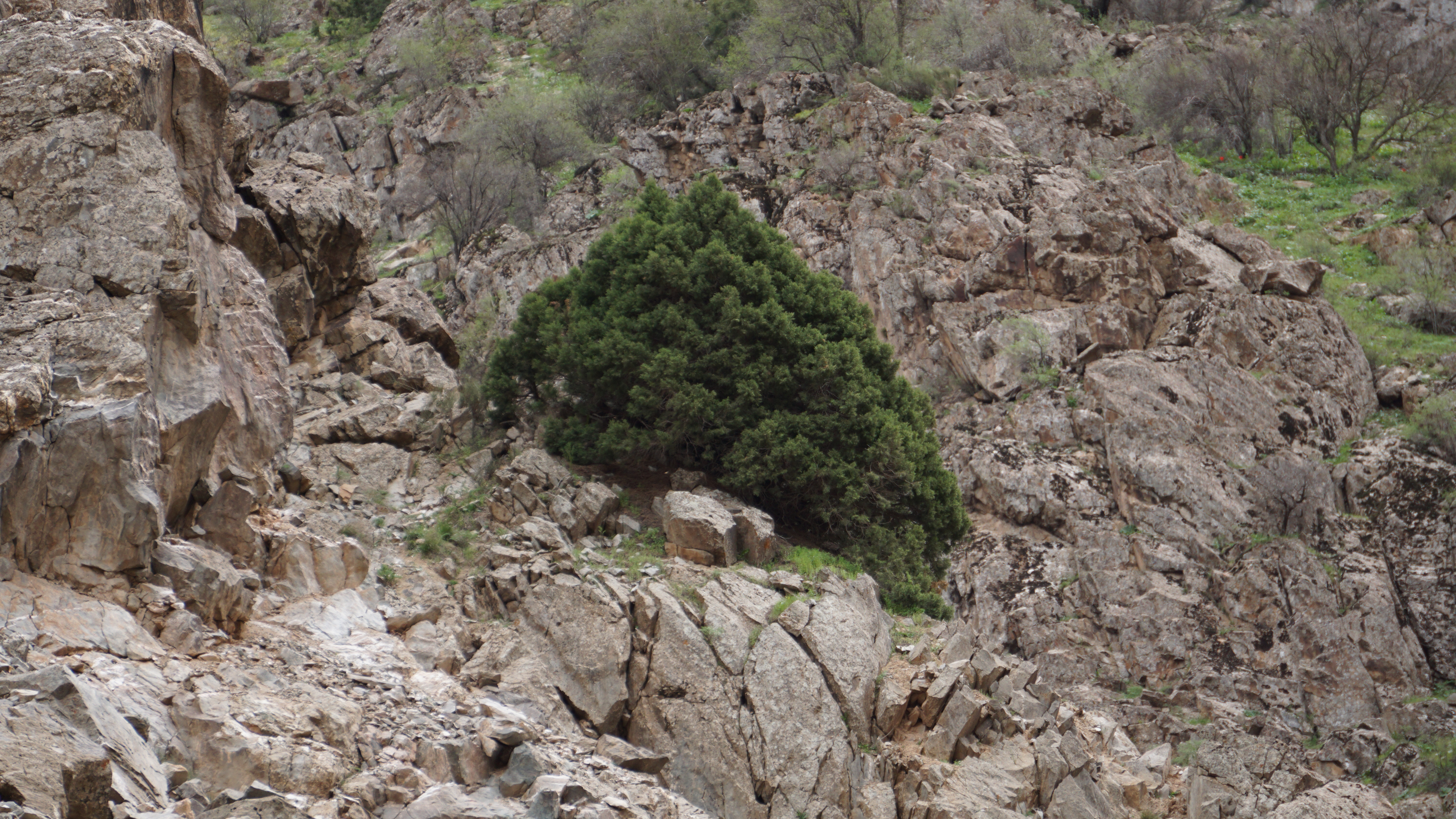
Арча на скелястому схилі.

Сухі степи в низькогір'ях заповідника представлені кострицево-пирійними, осоково-злаковими і різнотравно-злаковими асоціаціями. В них панують костриця валіська, пирій, тонконіг бульбистий, Carex pachystylis, Carex turkestanica, Centaurea pseudosquarrosa, Gentiana olivieri, Hypericum scabrum, Scabiosa songarica.

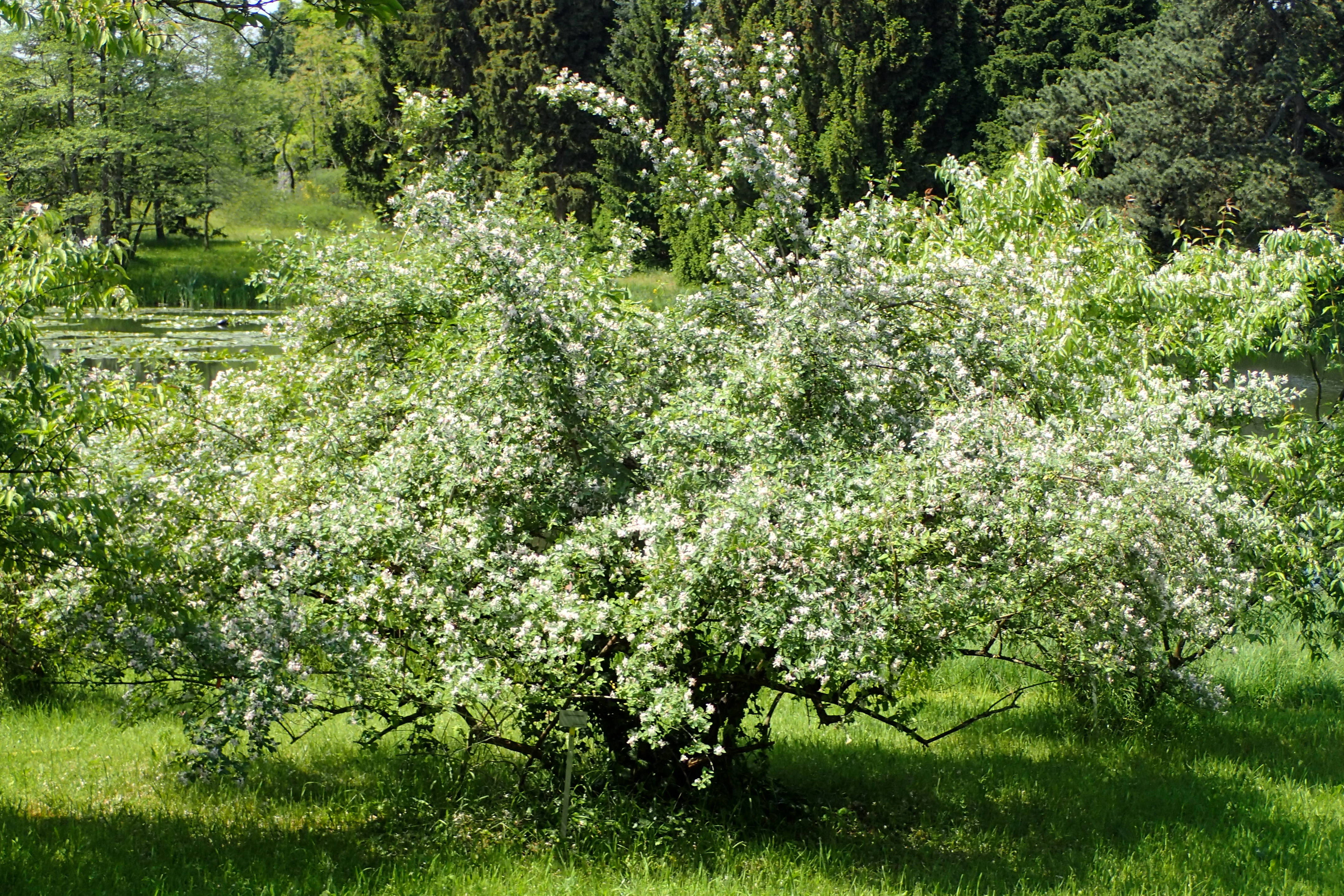
Lonicera korolkowii — один з найпоширеніших чагарників заповідника.

В лісовому поясі основу рідколісь складають три види арчі — Juniperus semiglobosa, Juniperus seravschanica, Juniperus turkestanica, супутниками яких виступають Acer semenovii, Sorbus tianschanica, ясен. В арчівниках дуже багатий чагарниковий ярус, в якому можна віднайти барбарис Berberis integerrima, глід Crataegus turkestanica, смородину Ribes meyeri, шипшину Rosa fedtschenkoana і п'ять видів жимолості (Lonicera korolkowii, Lonicera microphylla, Lonicera nummulariifolia, Lonicera olgae, Lonicera zaravschanica). В трав'яному покриві тут переважають Prangos pabularia, грястиця збірна, костриця валіська, пирій, стоколосник безостий. У затінку дерев і кущів ховаються Ligularia thomsonii, дзвоники і підмаренники. На відкритих місцях між деревами рясно квітнуть Taraxacum sonchoides, полин-естрагон, різноманітні види гвоздики, журавця, цибулі, ширяшу.

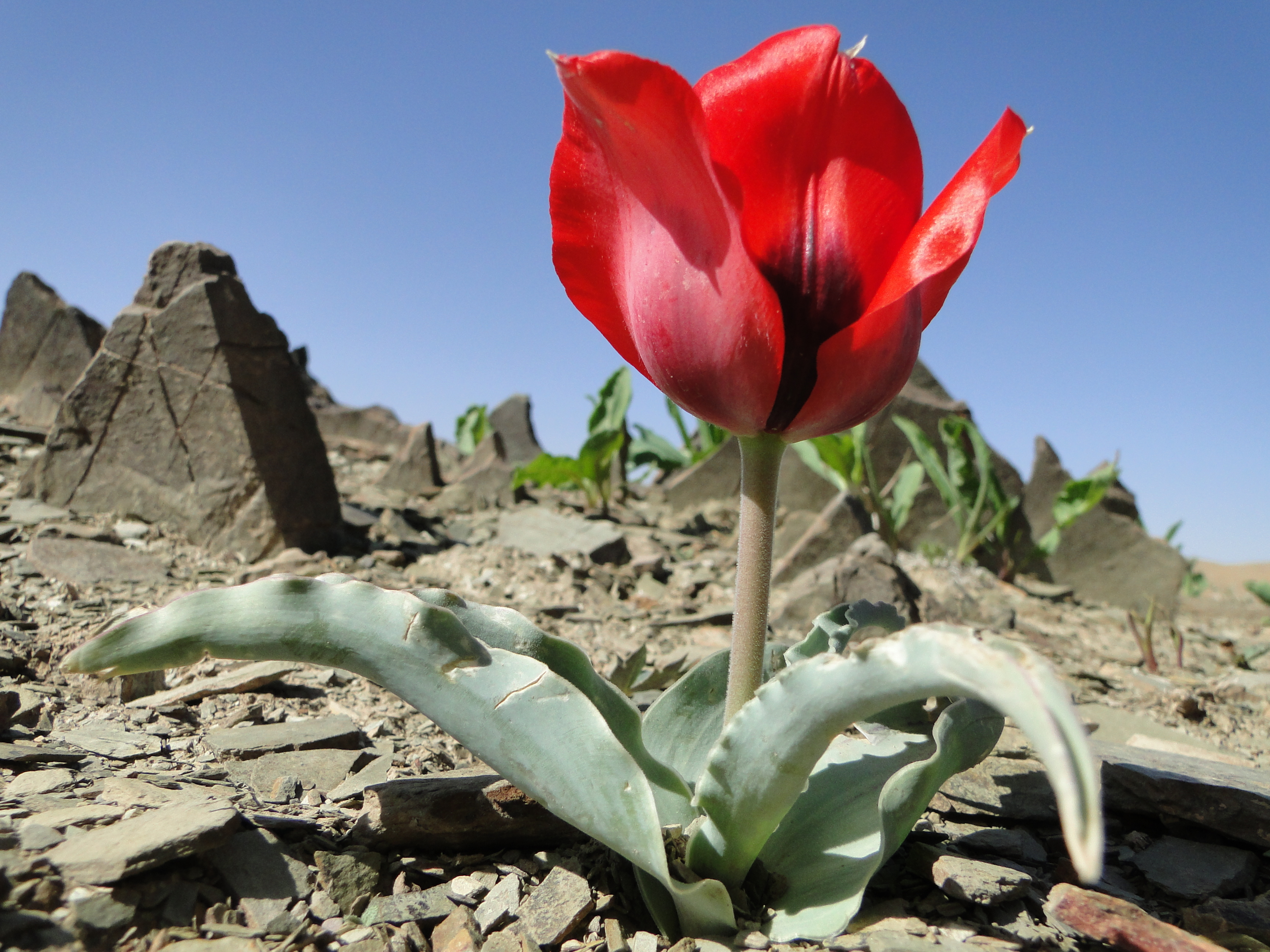
Tulipa micheliana занесений до Червоної книги Узбекистану.

В субальпійському поясі деревна рослинність поступається місцем посухостійким колючим травам, які зростають у формі густих кущиків. Зазвичай такі «подушки» формують місцеві види роду Acantholimon, трагакантів, еспарцету. Серед інших невибагливих рослин тут часто трапляються зміячки, кузинії, лищиці, полини. Єдиний вид дерев, що підіймається до висот 3000—3200 м, — арча туркестанська. Однак через сильні вітри і гостру нестачу вологи у високогір'ях вона набуває форми стелюха заввишки 1,5—2 м. На субальпійських висотах існують ділянки дернинних степів, в яких травостій утворюють Carex turkestanica, Ligularia thomsonii, Prangos pabularia, костриця валіська, пирій. Ці місцини прикрашають свічкоподібні суцвіття Eremurus kaufmannii, бузкові плями Geranium saxatile та ендемічної Ziziphora pamiroalaica. Високогірні пониження рельєфу займають більш вологолюбні рослини: Bromopsis paulsenii, Poa litvinoviana, китник лучний, цар-зілля. Найглибші улоговини заболочуються, перетворюючись на сази. Рослинність цих своєрідних боліт складають непоказні місцеві осоки, ситники, тонконоги, щавель.
Береги струмків і річок вкриті заплавною інтразональною рослинністю. З дерев тут переважають тополя чорна і верби, з кущів — шипшини, з-поміж трав'янистих рослин найбільш чисельні буркун лікарський, кульбаба лікарська, м'ята азійська, осоки, подорожники, ситники, хвощ гіллястий, цибуля.
Опис рослинності Заамінського заповідника неповний без згадок про види, які не є масовими, але становлять господарський і науковий інтерес. Наприклад, тут багато кормових рослин (конюшини, люцерни, осоки туркестанської, тонконогів, ячменю цибулястого), чия продуктивність у різних фітоценозах коливається від 2,7 до 7,3 ц/га. Велике значення мають лікарські рослини. З місцевих представників флори в медицині використовують всі види арчі, барбарис, валер'яну, горицвіт, ефедру хвощеву, звіробій звичайний, цмин пісковий, шавлію мускатну, шипшину тощо (загалом близько 20 видів). Крім того, заамінські барбарис, глід, смородина, ожина належать до цінних харчових рослин. Також у Заамінському заповіднику виявлені окремі види смолоносних, дубильних, красильних рослин. Ще одна важлива господарська група — декоративні рослини (близько 15 видів). З місцевих представників флори високими декоративними якостями вирізняються вероніки, гвоздики, горицвіт, півники, тюльпани, цар-зілля, шафрани, ширяші.
Нещадна експлуатація рослинних ресурсів призвела до зменшення чисельності ряду узбецьких рослин. Так, з 23 червонокнижних видів у Заамінському заповіднику рідкісні Astragalus leptophysus, Cousinia dshisakensis, Dianthus brevipetalus, Dianthus uzbekistanicus, Tulipa affinis, Tulipa dasystemon, Tulipa turkestanica. Ще 5 видів визнані такими, що зникають (Allium oschaninii, Eremurus chloranthus, Tulipa ingens, Tulipa fosteriana, Tulipa micheliana).

## Фауна
Фауна Заамінського заповідника включає ссавців 30 видів, птахів — 102, плазунів — 14 видів, земноводних — 2, риб — 1 вид. По всій охоронюваній території поширені центральноазійські види, в низькому і середньому поясах трапляються також представники передньоазійської фауни, у високігір'ях значною стає частка тибетських тварин. Другорядне місце посідають представники сибірського і монгольського фауністичних комплексів. В орнітофауні помітну роль відіграють індійські та європейські види.

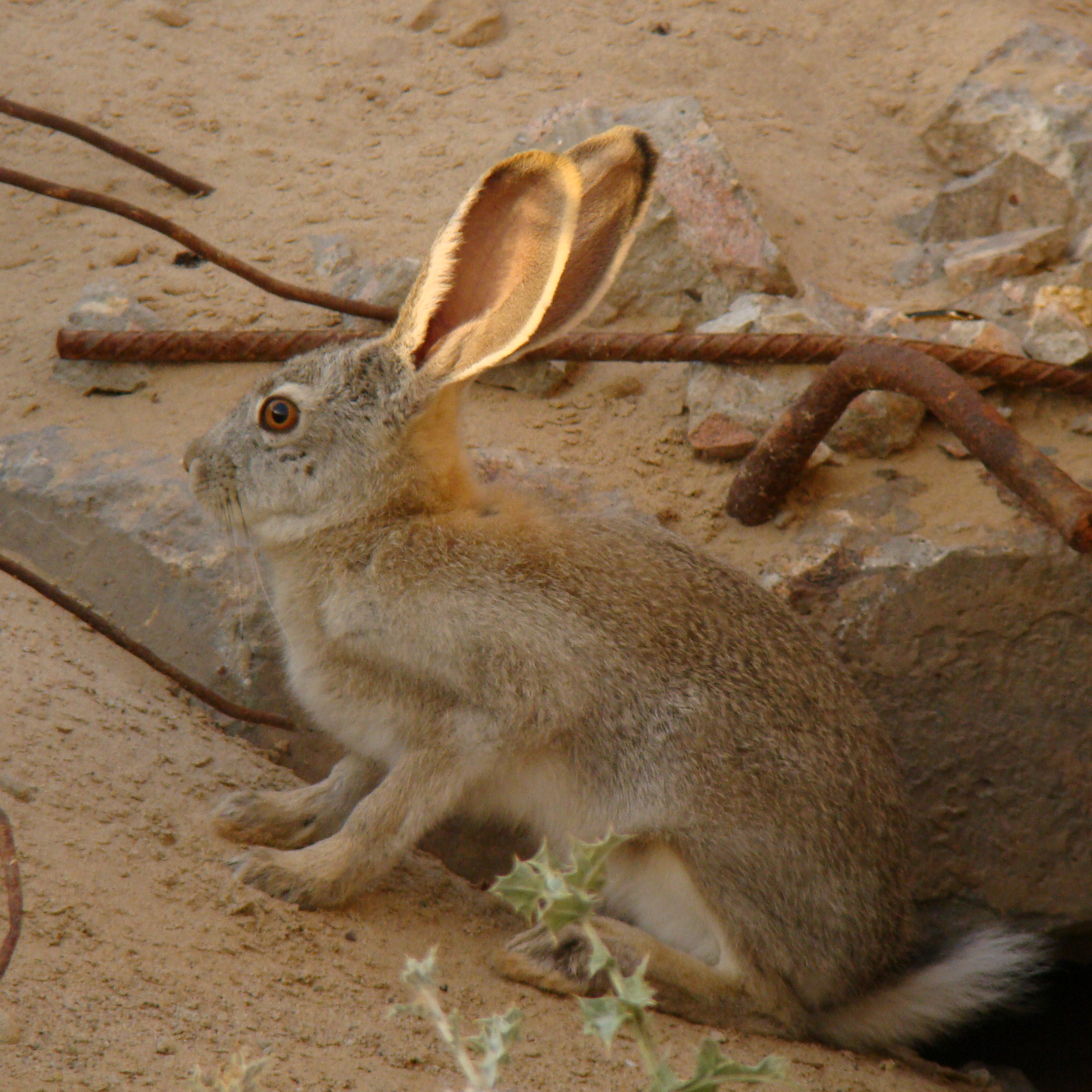
Заєць-толай.

Дрібні ссавці Заамінського заповідника — комахоїдні, кажани, гризуни — досліджені неповно. Відомо, що з комахоїдних звичайний їжачок вухатий, а з кажанів описаний лише підковик великий. Гризуни — кількісно найчисельніші ссавці в межах заповідної території. У нижньому поясі на відкритих просторах мешкають сліпачок степовий, полівка звичайна і хом'ячок сірий. Господарями арчівників є миша хатня, мишак європейський, сліпачок степовий і Microtus carruthersi («арчева полівка»). У заростях чагарників воліють жити соня лісова і хом'ячок сірий. Крім того, в лісовому поясі зрідка трапляється їжатець індійський, по всьому заповіднику мешкає тільки 8—12 особин цього виду. У високогір'ях масова Alticola argentatus, з рідкісних гризунів тут відмічені бабаки Marmota caudata. Два види зайцеподібних — заєць-толай і пискуха туркестанська — вельми чисельні. Зайців налічують близько 600 особин, вони тяжіють до відкритих степових просторів. Натомість, пискухи не виходять за межі скелястих ділянок субальпійської зони.

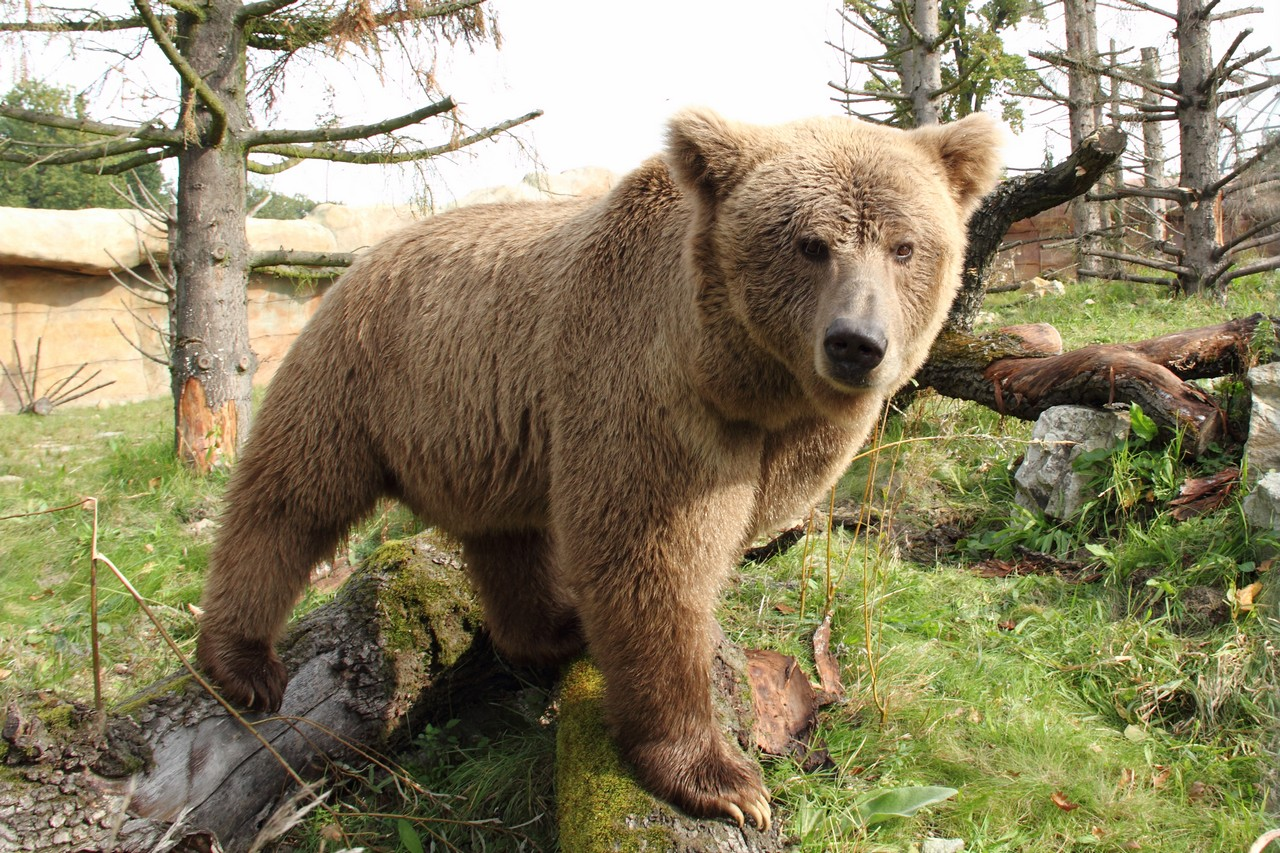
Тяншанський ведмідь.

Хижі ссавці в Заамінському заповіднику різноманітні. З них повсюдними видами є вовк, лисиця, горностай і куниця кам'яна, зустрітись з якими можна в будь-якій частині охоронюваної території. У степовій зоні не поступаються їм у чисельності борсук європейський і ласиця мала. Арчівники дають притулок значно більшим тваринам. Тут виводять потомство рисі і бурі ведмеді тяньшанського підвиду. Цих тварин в Узбекистані охороняють на державному рівні. Ще один рідкісний хижак — сніговий барс — зрідка заходить в субальпійський пояс заповідника. З копитних на заамінських теренах відомі лише свиня дика, козел сибірський і баран Сєверцова. Всі три види нечисельні, оскільки їхні популяції в минулому були підірвані нещадним полюванням. Свиней налічують 120—150 особин, козлів — від 130 до 210. Барани ще більш рідкісні, що пов'язано із малочисельністю цього виду загалом.
Пташине населення Заамінського заповідника сильно різниться в залежності від висоти поясу. Так, у степах низькогірь впадає в око розмаїття дрібних горобцеподібних. Лише жайворонків тут гніздується чотири види (двоплямистий, польовий, тонкодзьобий, посмітюха), а крім них звичайні вівсянка рудоголова, кам'янки іспанська і попеляста, майна, просянка, трав'янка європейська, шпак рожевий, щеврик польовий. З більших пернатих тут багато кекликів і куріпок даурських. Крім того, в пошуках поживи сюди залітають одуди, сиворакші, перепілки, боривітри звичайний і степовий, яструби малі, беркути тощо.

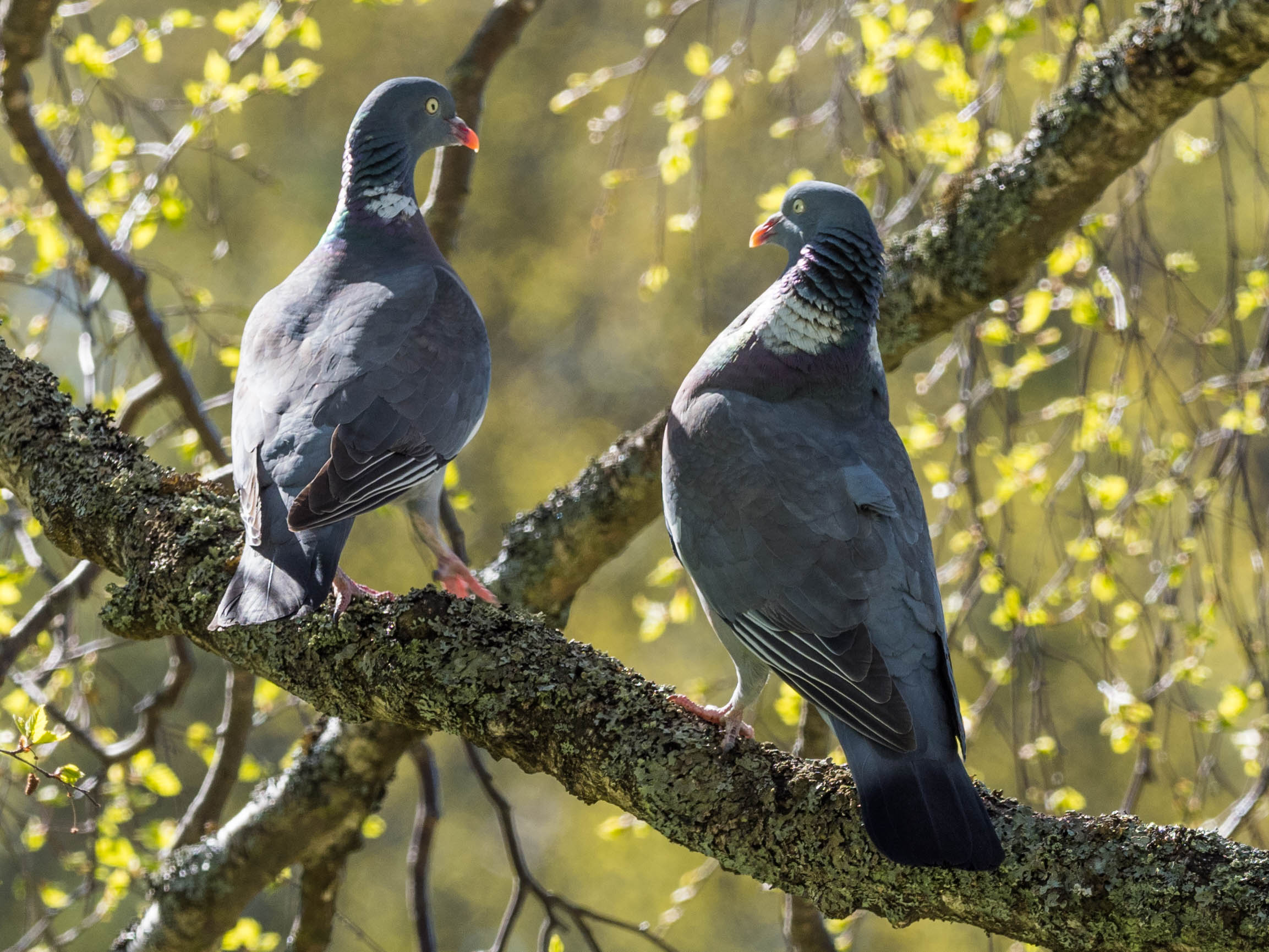
Припутні — найпомітніші птахи в арчівниках.

В лісовому поясі густина пташиного населення сягає максимуму. Найчисельніший птах арчівників — припутень. Нарівні з цими голубами в рідколіссях масово гніздуються Lanius schach, горлиця велика, зеленяк, сорокопуд чорнолобий. До арчевих рідколісь також приурочені такі дрібні пернаті як коструба арчева, Phoenicurus caeruleocephalus, Seriniis pusillus, вивільга звичайна, дятел білокрилий, мухоловка сіра, підкоришник гімалайський. Хижих птахів в ялівцевих лісах небагато. З них чисельні лише ворона чорна і сорока звичайна, натомість підсоколик великий, пугач, совка, яструб малий рідкісні. У чагарях лісового поясу орнітофауна набуває дещо інакшого характеру. Нарівні з мухоловкою сірою, сорокопудами, тут з'являються Carduelis caniceps, дрізд-омелюх, кеклик, зозуля.

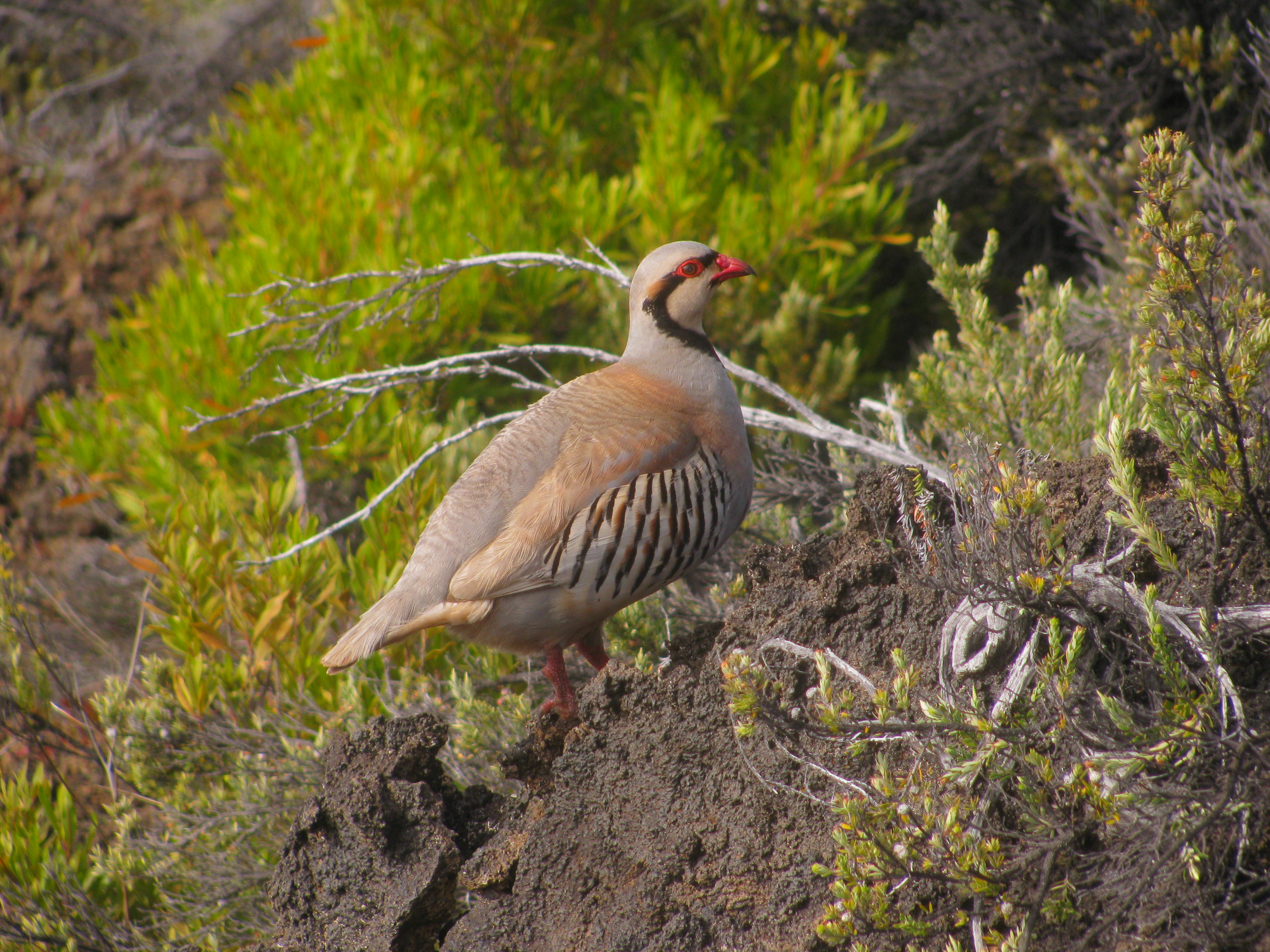
Кеклик азійський.

У гірських ущелинах розташовані гніздові колонії голубів сизих і серпокрильців чорних, крім того тут поодиноко гніздуються ті пернаті, що воліють облаштовувати гнізда на прямовисних скелях або кам'янистих ділянках. Це балабан, горихвістка чорна, пугач, стінолаз, а в долинах річок — аренга велика і ремез азійський. В ущелині Чортангі щороку гніздується одна пара лелек чорних. В субальпійській зоні орнітофауна помітно біднішає. Основу пташиного населення тут складають галка червонодзьоба, жайворонок рогатий, тинівка гімалайська, щеврик гірський та єдиний представник куроподібних — улар гімалайський. До високогірь також залітають в пошуках корму мешканці нижчих поясів: Seriniis pusillus, горихвістки чорні, серпокрильці чорні. З великих пернатих біля вершин оселилися гриф чорний, сип білоголовий і ягнятник. В Заамінському заповіднику існує невелика група птахів, що не приурочені до жодного з поясів. Це коловодні пернаті, чий видовий склад не залежить від висоти гніздових ділянок. В цю групу входять набережник, плиски біла, гірська і жовта, пронурки звичайний і бурий.
Слід зазначити, що через малу площу заповідника популяції охоронюваних птахів в ньому невеликі. Наприклад, чорних лелек гніздується лише одна пара, чисельність беркутів та ягнятників не досягає і десятка особин кожного виду, популяція уларів вимірюється кількома десятками птахів. Серед мисливських об'єктів доволі значною залишається популяція кекликів, розмір якої коливається від 2 до 5,5 тисяч особин.

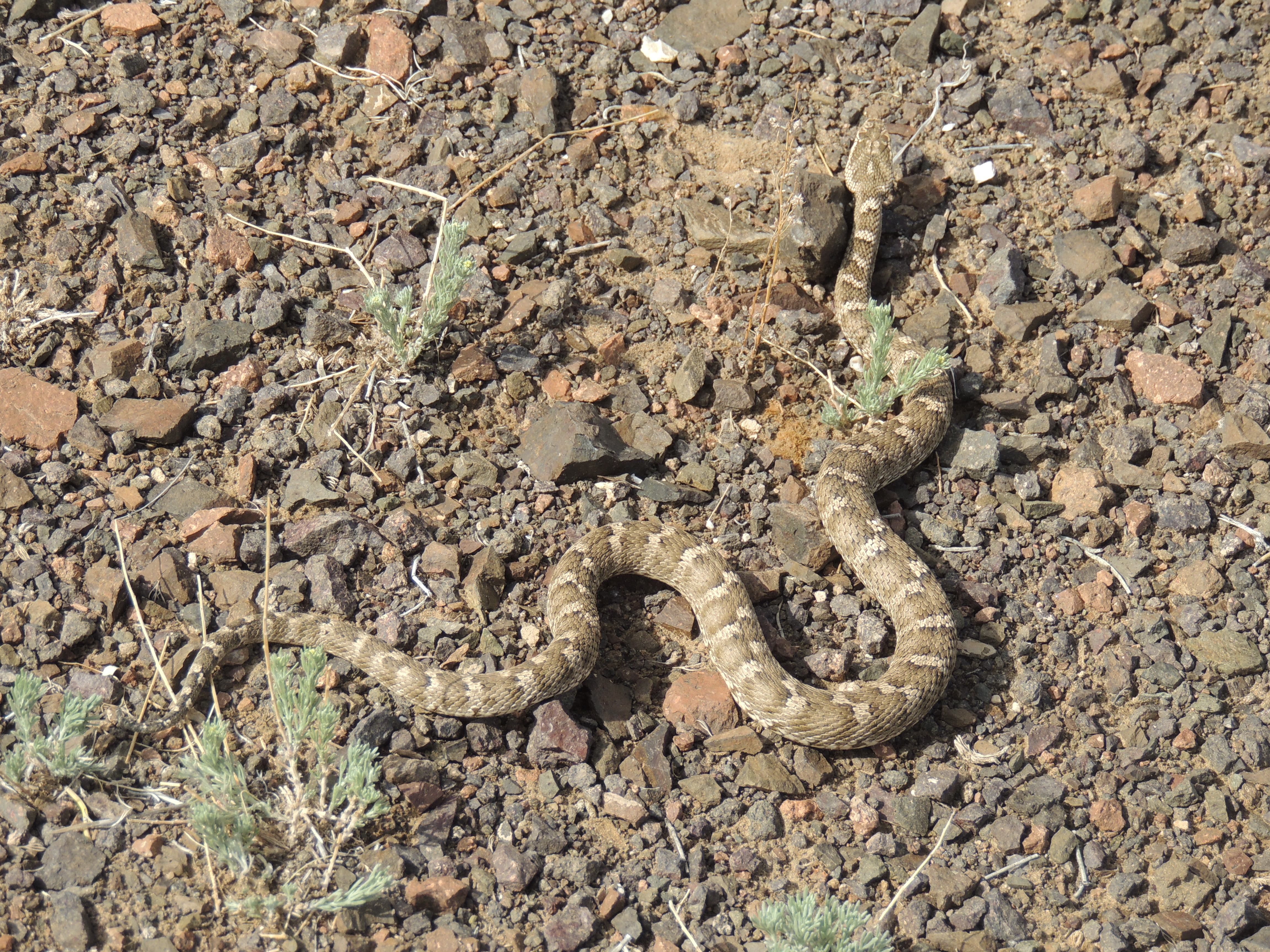
Щитомордник звичайний.

Герпетофауна Заамінського заповідника складається переважно з ящірок і полозів (неотруйних змій). У степах найчисельніші види — агама туркестанська і гекон туркестанський. У відкритих стаціях доволі багато Ablepharus pannonicus, жовтопузиків, а також полозів візерункових і різнобарвних. В арчевих рідколіссях з цього комплексу видів поширені тільки Ablepharus pannonicus, агама туркестанська і полоз візерунковий, до яких долучається одна з небагатьох отруйних змій щитомордник звичайний. В заростях по берегам річок разом із Ablepharus pannonicus і жовтопузиками трапляється вуж звичайний. З двох видів земноводних жаба озерна нечисельна, тому що прив'язана до берегів водойм, яких у заповіднику відносно мало. Натомість ропуха зелена демонструє вражаючу екологічну пластичність, пристосовуючись до найрізноманітніших біотопів. Ця тварина у заповіднику чисельна. Єдиний вид заамінських риб, Schizothorax intermedius, так само звичайний в усіх заповідних річках.

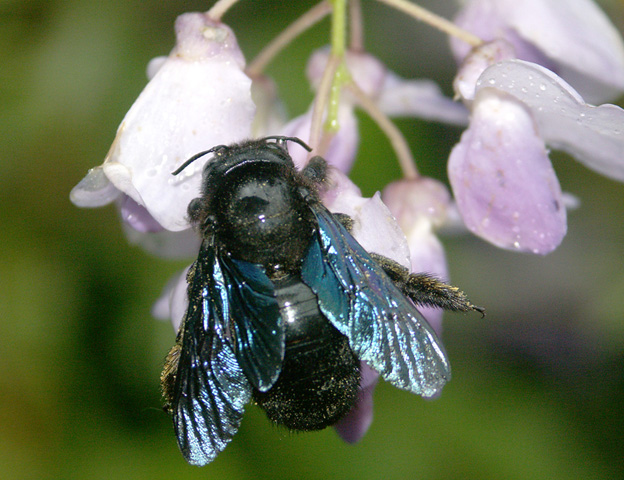
Ксилокопа звичайна — рідкісна бджола, якій до вподоби зарості шавлії мускатної.

Фауна безхребетних Заамінського заповідника поки що мало досліджена. За попередніми спостереженнями найбільш вагому роль у місцевих біоценозах відіграють павуки, твердокрилі та лускокрилі. Територія Заамінського заповідника входить до ареалів таких рідкісних комах як бабка Cordulegaster insignis, богомол Hierodula tenuidentata, джміль вірменський, ксилокопа звичайна, мелітурга булавовуса, рофітоїдес сірий, ктир велетенський. На охоронюваній території розташовані кормові угіддя червонокнижних метеликів Colias christophi, Colias thisoa, Parnassius actius, Parnassius tianschanicus, Utetheisa pulchella, махаона, причому перші чотири види мають обмежені ареали і знаходяться на межі зникнення.

## Стан екосистем
Околиці Заамінського заповідника були населені людьми здавна, а тому місцеві біоценози зазнали досить глибокої трансформації, ступінь якої зростає в міру просування з високогірь у долини. В найнижчих поясах значна частина земель використовувалась як пасовища чи рілля. У середньогір'ях автохтонна рослинність хоча і не була витіснена культурними насадженнями, але сильно постраждала внаслідок вирубування арчі. Верхів'я Санзара і Заамінсу слугували літніми пасовищами для дрібної рогатої худоби і коней. Якщо на відкритих ділянках після встановлення заповідного режиму трав'яна рослинність відновилась швидко, то в лісовому поясі наслідки минулого господарювання людини все ще дуже помітні.
Деревина місцевих видів ялівцю завжди цінувалась як будівельний матеріал і паливо. Ще у 1889 році Г. А. Арандаренко писав, що зі схилів Туркестанського і Зарафшанського хребтів до Самарканда щороку сплавляють 120 плотів по 220 колод арчі в кожному. Ще близько 3000 арчевих колод вивозили на будівництва Пенджикента. І це без врахування дерев, які використовували для випалювання деревного вугілля. Віддалені наслідки такого масштабного знеліснення на окремих заповідних ділянках відчуваються навіть у XXI столітті у вигляді сильної ерозії схилів, частих селів, дигресії рослинності (до стадії збою включно). Ситуацію ускладнює те, що усі види місцевих ялівців належать до дерев з повільним розвитком, а тому самовідновлення рослинності не відбувається. Наприклад, в період з 1930 по 1980 рік на шести спостережних майданчиках не зафіксовано помітного покращення деревостанів. З цієї причини у Заамінському заповіднику впровадили програму заліснення схилів штучними насадженнями арчі. Її висаджували невеликими ділянками по 5—20 га щороку. Загалом у період з 1978 по 1984 рік було створено 105 га арчівників. Крім арчі в XX столітті практикували насадження тополь і клена татарського у садибі заповідника і вздовж дороги до Кульсая, однак таке лісівництво суперечило засадам природоохоронної установи, в задачі якої входить збереження лише природної рослинності. Крім цього втручання місцеві фітоценози спотворюють пожежі, напади деревних шкідників і санітарні лісосіки.
Для Заамінського заповідника залишається актуальною проблема браконьєрства. Незаконному використанню природних ресурсів сприяє автошлях, прокладений біля північного кордону охоронюваної зони. Вільний доступ до заповідної території — головна перешкода відновленню чисельності копитних. Працівники заповідника намагаються нівелювати ці труднощі біотехнічними заходами: регулюванням чисельності вовків, облаштуванням солонців (до 100 штук на рік із загально витратою 1 тонни солі), підгодівлею сіном та зерном, посівом ячменю, який після дозрівання не скошують, а залишають в полі. Однак ці заходи науковцями були оцінені неоднозначно. Попри їхню практичну користь, вони суперечать засадам заповідника як установи, в якій спостерігають за природними процесами, що відбуваються без втручання людини.
За весь період існування Заамінського заповідника в ньому зменшилось видове різноманіття ссавців і птахів. Якщо на початку заповідання тут реєстрували 37 видів звірів і 130 видів пернатих, то в XXI столітті фіксують лише 30 видів ссавців і 102 види пернатих. Особливо сильно впала чисельність рідкісного чорного лелеки — з 15—17 особин до однієї пари.

## Наукова діяльність
Першим дослідником, який пройшов теренами сучасного Заамінського заповідника, став відомий географ і натураліст О. П. Федченко. Він залишив детальні описи місцевих ландшафтів, рослинності (загального характеру), а його дружина Ольга Олександрівна доповнила ці записи натуралістичними замальовками. Однак подружжя не залишалось в околицях Зааміна довго. Тому автором першого повного переліку місцевої флори (1916) стала інша відома ботанікиня — О. Е. фон Кноррінг. У 1920—1930-х роках у зв'язку з організацією Гураласького заповідника у верхів'ях Гуралаша і Заамінсу проводили комплексні дослідження геологічного, гідрологічного, ботанічного і зоологічного напрямків. У другій половині XX століття основний вклад у вивчення заповідної рослинності внесли П. А. Гомолицький, Л. І. Назаренко, Є. М. Демуріна. Зоологічні спостереження здебільшого стосувались орнітофауни. Серед вдатних зоологів, які працювали в Заамінському заповіднику, були Х. С. Саліхбаєв, Г. І. Ішунін, Р. Л. Бьоме, О. В. Митропольський.

## Просвітництво
Незначна площа Заамінського заповідника не дозволяє виділити в ньому буферну зону для туристичних цілей так, щоби це не зашкодило місцевим екосистемам. Тому охоронна зона повністю закрита для відвідин сторонніми особами. Натомість в заповіднику діє Музей природи, колекції якого знайомлять з історією краю, мінералами заамінських гір, охоронюваними рослинами і тваринами. Роль музею в екологічному просвітництві особливо велика з огляду на те, що в Узбекистані мало експозицій подібного штибу, а поруч з заповідником розташований Заамінський національний парк, який відвідує багато туристів.